# Oxacis laeta
Oxacis laeta är en skalbaggsart som först beskrevs av Waterhouse 1878.  Oxacis laeta ingår i släktet Oxacis och familjen blombaggar. Inga underarter finns listade i Catalogue of Life.